# Tom Kapinos
Tom Kapinos je americký televizní producent a scenárista, známý tvorbou seriálu Californication.

## Biografie
Televizní kariéru začal v roce 1998, když se stal scenáristou a výkonným producentem seriálu Dawsonův svět. Poté začal připravovat vlastní dramaticko-komediální projekt Californication, vysílaný od roku 2007 na stanici Showtime. Hlavní postavu losangeleského spisovatele v krizi středních let ztvárnil David Duchovny. K roku 2012 byla odsouhlasena 5. sezóna seriálu.
Vyrůstal v newyorském Levittownu, kde v roce 1987 maturoval na střední škole Island Trees High School.